# 브렌다 조이스
브렌다 조이스(Betty Graftina Leabo, 1917년 2월 25일 ~ 2009년 7월 4일)는 미국의 배우, 영화배우, 모델이다.

## 영화
- 타잔의 마천 (1949년)
- 타잔과 인어  (1948년)
- 타잔 - 조니 웨이스뮬러 편 11 (1947년)
- 타잔 - 조니 웨이스뮬러 편 10 (1946년)
- 타잔 - 조니 웨이스뮬러 편 9 (1945년)
- 메릴랜드 (1940년)
- 더 레인스 케임 (1939년)
- 대뉴욕 (1938년)